# Pterotricha somaliensis
Pterotricha somaliensis är en spindelart som beskrevs av Raymond Comte de Dalmas 1921. Pterotricha somaliensis ingår i släktet Pterotricha och familjen plattbuksspindlar.
Artens utbredningsområde är Somalia. Inga underarter finns listade i Catalogue of Life.